# Азид аммония
Азид аммо́ния (химическая формула — NH4N3) — неорганическая соль азотистоводородной кислоты.
Подобно другим неорганическим азидам, азид аммония взрывоопасен, хотя и обладает сравнительно невысокой чувствительностью. 

## Структура
Азид аммония — ионное соединение, малорастворимое в воде.

## Получение
Взаимодействие азотистоводородной кислоты и магния. Сначала образуется аммиак, а потом уже при взаимодействии кислоты с аммиаком, образуется азид аммония:
{\displaystyle {\mathsf {Mg+4HN_{3}\xrightarrow {\ } Mg(N_{3})_{2}+N_{2}+(NH_{4})N_{3}}}}
При взаимодействии оксида азота (I) с аммиаком над катализатором образуется азид аммония:
{\displaystyle {\mathsf {2NH_{3}+N_{2}O{\xrightarrow[{}]{Ni-Al_{2}O_{3}}}NH_{4}N_{3}+H_{2}O}}}

## Токсичность
Очень ядовит, как и все остальные азиды. Обладает психотропным действием: вдыхание незначительных количеств вещества вызывает головные боли. Впервые получен, наряду с другими азидами, Теодором Курциусом в 1890 году.